# Giulia Francesca Zuffi
Pour les articles homonymes, voir Zuffi.
Giulia Francesca Zuffi est une chanteuse soprano italienne active de 1678 à 1685.

## Biographie
Giulia Francesca Zuffi chante à Venise en 1678 dans le Vespasiano de Carlo Pallavicino pour l'ouverture du Teatro S Giovanni Grisostomo. Par la suite, son nom apparaît seulement dans librettos de productions napolitaines, dont les premières représentations des opéras L'Aldimiro, o vero Favor per favore d'Alessandro Scarlatti et de La Psiche, o vero Amore innamorato (1683).
Sa carrière semble avoir prospéré grâce au patronage de Carpio.